# مكاك ذيل الخنزير الشمالي
مكاك ذيل الخنزير الشمالي (الاسم العلمي: Macaca leonina) هو نوع من الحيوانات يتبع جنس السعدان المكاك من فصيلة سعادين العالم القديم.